# Tunnel maritime de Stad
Le tunnel maritime de Stad ou tunnel à bateau de Stad, en norvégien Stad skipstunnel, est un projet de tunnel-canal pour bateaux situé en Norvège, sur sa côte atlantique, dans la commune de Stad du comté de Vestland.

## Caractéristiques

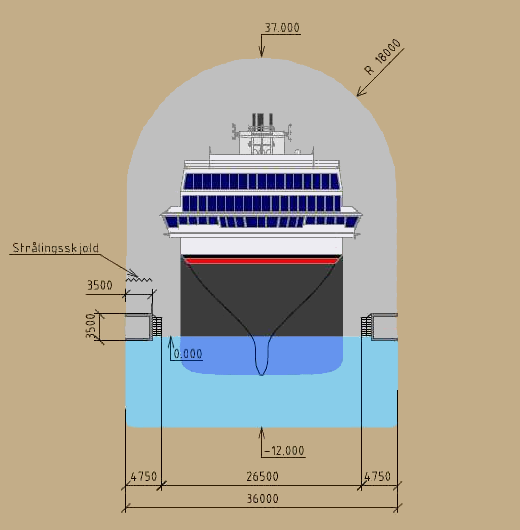
Vue du tunnel en coupe selon le rapport de 2007.

Ce tunnel permettra aux navires d'éviter le contournement de la péninsule de Stad, sur la commune de Selje, en passant directement du Moldefjord à la Kjødepollen (baie de Kjøde) sans devoir transiter par la mer de Norvège, zone dangereuse dans ce secteur où 46 accidents ont fait 33 morts entre 1945 et 2013.
La version de 2013 du tunnel accepterait les navires jusqu'à 16 000 tonneaux et pourrait être ainsi emprunté par des cargos, des navires de croisière et l'Hurtigruten,. D'une longueur de 1 800 mètres, pour 36 mètres de largeur hors tout, 26 mètres de largeur utile, il serait haut de 49 mètres dont 12 mètres immergés. À titre de comparaison, les dimensions maximales d'un navire pouvant franchir le canal de Panama, en 2012, sont 32 mètres de large et 12 mètres de tirant d'eau.
Sa construction, prévue pour durer de 2022 à 2026, pourrait avoir un coût de 1,6 milliard de couronnes soit environ 213 millions d'euros,.

## Histoire
L'idée de construction d'un tel tunnel remonte à 1874 mais c'est seulement en 1984 qu'un premier projet est présenté. Rejeté, un second projet voit le jour en 2001. Une nouvelle fois remis en cause une troisième formule est proposée.
En mars 2021, l'administration côtière norvégienne reçoit l'accord du ministère norvégien des transports pour commencer les préparatifs de la construction du tunnel.

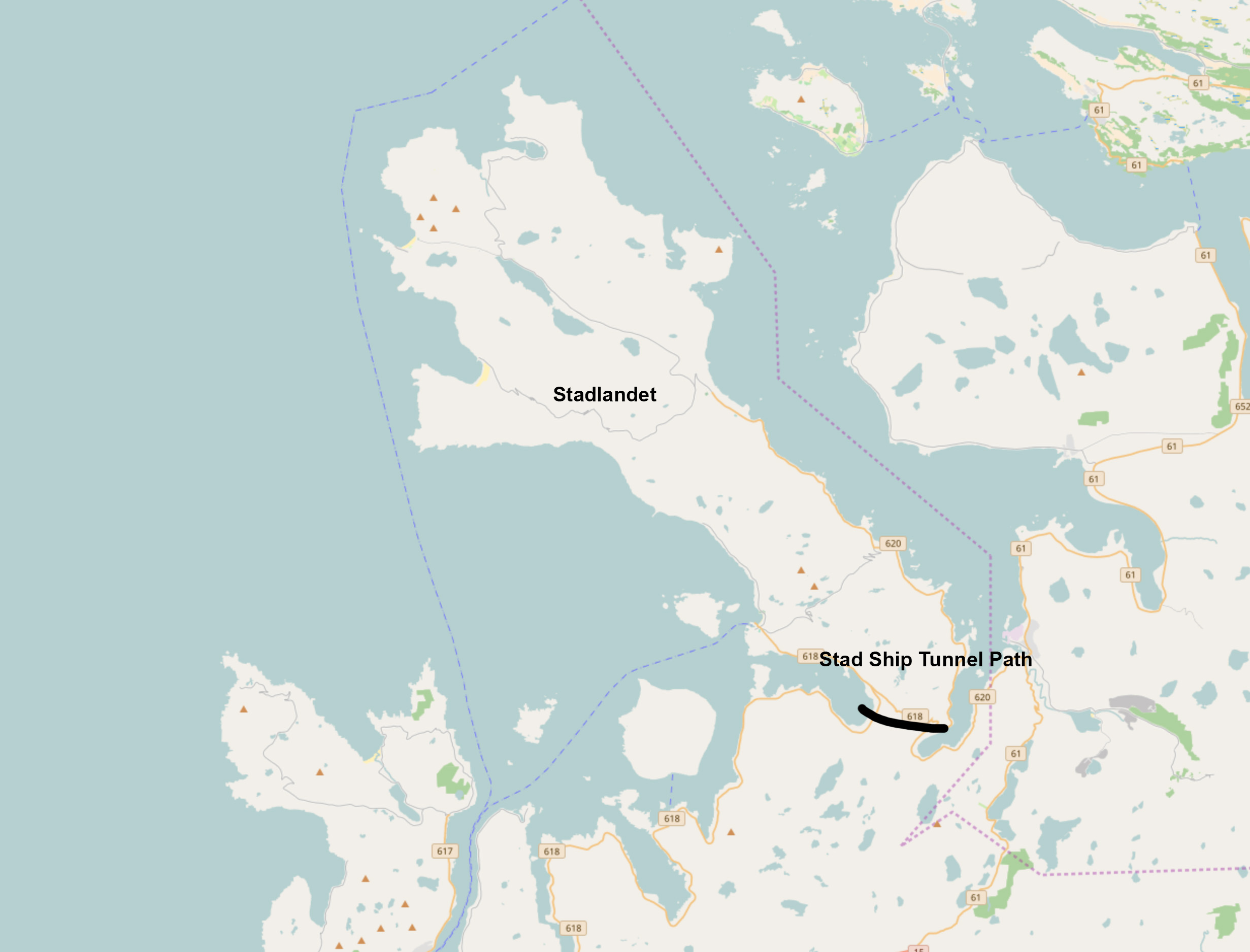
Tracé du tunnel.